# Hemitriakis
Genre
Hemitriakis est un genre de requins.

## Liste des espèces
Selon ITIS :
- Hemitriakis japanica (Müller et Henle, 1839)
- Hemitriakis leucoperiptera Herre, 1923

Selon FishBase :
- Hemitriakis abdita  Compagno et Stevens, 1993
- Hemitriakis complicofasciata Takahashi & Nakaya, 2004, 2009
- Hemitriakis falcata  Compagno et Stevens, 1993
- Hemitriakis indroyonoi White,Compagno et Dharmadi, 2009
- Hemitriakis japanica  (Müller et Henle, 1839) - Requin hâ dochizame ou Requin hâ du Japon
- Hemitriakis leucoperiptera  Herre, 1923 - Requin hâ blanc